# Feardorcha
Feardorcha  è un nome proprio di persona irlandese maschile.

## Origine e diffusione
Si tratta di un antico nome irlandese, che è composto dai termini gaelici fer o fear ("uomo") e dorcha ("scuro"), quindi può essere interpretato come "uomo scuro", un significato analogo a quello dei nomi Mauro e Dubhán. In passato, gli inglesi "traducevano" questo nome nella loro lingua utilizzando il nome Ferdinand, di tutt'altra origine.
Venne portato da Feardorcha mac Ceallach O Cellaigh, l'ultimo dei re di Hy-Many.

## Onomastico
Il nome è adespota, non avendo santi che gli corrispondano. L'onomastico può essere festeggiato il 1º novembre per la festa di Ognissanti.